# تپه گل چهران
تپه گل چهران مربوط به دوره اشکانیان - دوره ساسانیان است و در شهرستان بروجرد، بخش اشترینان، دهستان گودرزی، روستای گل چهران، جنب مسجد واقع شده و این اثر در تاریخ ۲۸ اسفند ۱۳۸۵ با شمارهٔ ثبت ۱۸۳۸۵ به‌عنوان یکی از آثار ملی ایران به ثبت رسیده است.